# Lantignié
Lantignié és un municipi francès situat al departament del Roine i a la regió d'Alvèrnia-Roine-Alps. L'any 2007 tenia 713 habitants.

## Demografia

### Població
El 2007 la població de fet de Lantignié era de 713 persones. Hi havia 271 famílies de les quals 58 eren unipersonals (29 homes vivint sols i 29 dones vivint soles), 92 parelles sense fills, 92 parelles amb fills i 29 famílies monoparentals amb fills.
La població ha evolucionat segons el següent gràfic:
Habitants censats

### Habitatges
El 2007 hi havia 336 habitatges, 271 eren l'habitatge principal de la família, 42 eren segones residències i 23 estaven desocupats. 308 eren cases i 28 eren apartaments. Dels 271 habitatges principals, 173 estaven ocupats pels seus propietaris, 84 estaven llogats i ocupats pels llogaters i 15 estaven cedits a títol gratuït; 9 tenien dues cambres, 43 en tenien tres, 61 en tenien quatre i 158 en tenien cinc o més. 215 habitatges disposaven pel capbaix d'una plaça de pàrquing. A 136 habitatges hi havia un automòbil i a 126 n'hi havia dos o més.

### Piràmide de població
La piràmide de població per edats i sexe el 2009 era:
| Homes | Edats   | Dones |
| ----- | ------- | ----- |
| 0     | 95 o +  | 0     |
| 0     | 90 a 94 | 4     |
| 4     | 85 a 89 | 0     |
| 0     | 80 a 84 | 4     |
| 20    | 75 a 79 | 16    |
| 8     | 70 a 74 | 16    |
| 12    | 65 a 69 | 16    |
| 4     | 60 a 64 | 24    |
| 16    | 55 a 59 | 4     |
| 16    | 50 a 54 | 16    |
| 24    | 45 a 49 | 20    |
| 20    | 40 a 44 | 8     |
| 28    | 35 a 39 | 20    |
| 36    | 30 a 34 | 36    |
| 16    | 25 a 29 | 16    |
| 12    | 20 a 24 | 20    |
| 16    | 15 a 19 | 8     |
| 24    | 10 a 14 | 16    |
| 32    | 5 a 9   | 32    |
| 20    | 0 a 4   | 36    |

## Economia
El 2007 la població en edat de treballar era de 422 persones, 328 eren actives i 94 eren inactives. De les 328 persones actives 310 estaven ocupades (165 homes i 145 dones) i 17 estaven aturades (6 homes i 11 dones). De les 94 persones inactives 35 estaven jubilades, 35 estaven estudiant i 24 estaven classificades com a «altres inactius».

### Ingressos
El 2009 a Lantignié hi havia 296 unitats fiscals que integraven 771,5 persones, la mediana anual d'ingressos fiscals per persona era de 16.191 €.

### Activitats econòmiques
Dels 22 establiments que hi havia el 2007, 1 era d'una empresa extractiva, 3 d'empreses alimentàries, 5 d'empreses de construcció, 5 d'empreses de comerç i reparació d'automòbils, 2 d'empreses de transport, 2 d'empreses immobiliàries, 3 d'empreses de serveis i 1 d'una empresa classificada com a «altres activitats de serveis».
Dels 6 establiments de servei als particulars que hi havia el 2009, 2 eren paletes, 1 guixaire pintor, 1 lampisteria, 1 electricista i 1 perruqueria.
Dels 3 establiments comercials que hi havia el 2009, 2 eren fleques i 1 una perfumeria.
L'any 2000 a Lantignié hi havia 85 explotacions agrícoles que ocupaven un total de 472 hectàrees.

## Equipaments sanitaris i escolars
El 2009 hi havia una escola elemental.

## Poblacions més properes
El següent diagrama mostra les poblacions més properes.